# De geheimen van Midway
De geheimen van Midway is het tweede album in de serie over stripheld Buck Danny.

## Het verhaal
Het verhaal begint op 8 mei 1942 op het vliegdekschip Yorktown. Na de deelname aan de slag om de Koraalzee, moeten Buck en zijn maten naar Midway. Daar wordt het volgende grote offensief van de Japanners verwacht. Tijdens een verkenningsvlucht wordt Danny neergeschoten door een Japanse patrouille. Hij weet deze aanval te overleven, maar hij kan niet verhinderen dat hij wordt gevangengenomen. De Japanners ondervragen Buck om zo veel mogelijk informatie over de Amerikaanse strijdkrachten te weten te komen. Hier ontmoeten we ook Miss Holmes. Buck weet samen met haar te ontsnappen en na een lange omzwerving (met de hulp van een Zweed, Chinese piraten en de Britten) lukt het Buck om terug te keren naar de Yorktown.
Zowel de Japanners als de Amerikanen hebben behoorlijk wat militair materiaal verzameld rond Midway. Het belooft dus een zware en uitputtende strijd te gaan worden. Buck doet zijn deel, maar de verliezen zijn aan beide zijden groot. Uiteindelijk moeten de Japanners terugtrekken, doch niet zonder de "Yorktown" tot zinken te hebben gebracht. De moegestreden Amerikanen krijgen echter als beloning een maand verlof.

## Vliegtuigen in de strip
- Grumman F6F Hellcat
- Kawanishi H8K Emily
- North American B-25 Mitchell
- Boeing B-17 Flying Fortress
- Douglas SBD Dauntless
- Consolidated PBY Catalina
- Martin B-26 Marauder
- Aichi D1A
- Grumman TBF Avenger
- Curtiss SB2C Helldiver

## Achtergronden bij het verhaal
- Ook in deze strip zitten verschillende pagina's extra informatie over de zeeslagen in de Stille Oceaan en in het bijzonder over de Slag om Midway, gaande van beschrijvingen van vliegtuigen en  schepen over generaals tot vlootbewegingen.
- De slag bij Midway, wordt door velen aanzien als een van de belangrijkste keerpunten in de Tweede Wereldoorlog.
- Ook hier maken de Japanners weer gebruik van dubbeldekkers.
- De Amerikanen gebruikten tijdens de slag om Midway nog geen F6F Hellcats maar F4F Wildcats.